# Thomas-Mann-Gymnasium (München)
Das Thomas-Mann-Gymnasium (TMG) ist ein neusprachliches und naturwissenschaftlich-technologisches Gymnasium im Münchner Stadtteil Obersendling, das nach dem von 1894 bis 1933 in München lebenden Schriftsteller und Nobelpreisträger Thomas Mann benannt ist. Es wurde 1967 zur Behebung des Schulnotstands im Münchner Süden in der Drygalski-Allee 2 im Stadtteil Fürstenried gegründet und befindet sich seit dem Schuljahr 2023/24 an seinem jetzigen Standort in der Gmunder Straße 45.

## Geschichte und Entwicklung

### Gründung und Schulgelände in der Drygalski-Allee

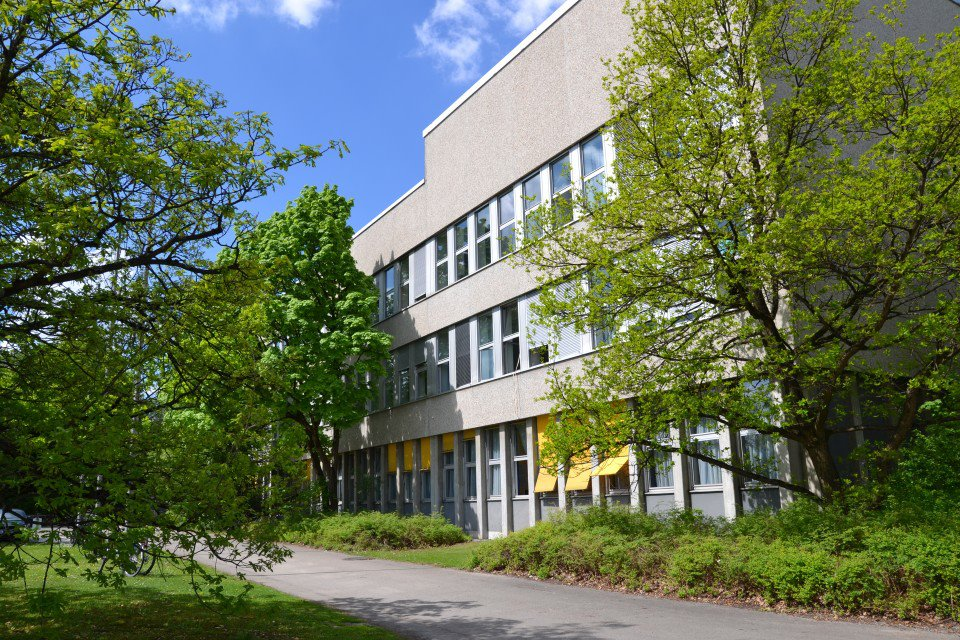
Ehemaliger Standort in der Drygalski-Allee 2

Das alte Gebäude des Thomas-Mann-Gymnasiums basiert aus Zeit- und Kostengründen exakt auf den Bauplänen des zeitgleich errichteten Michaeli-Gymnasiums in Berg am Laim, das zu Beginn des Schuljahres 1971/1972 dem Schulbetrieb übergeben wurde. Auch das kurz darauf errichtete Wilhelm-Hausenstein-Gymnasium im Stadtbezirk Bogenhausen entstand nach identischen Bauplänen, wurde jedoch um ein vollwertiges drittes Obergeschoss erweitert.
Die Namensgebungsfeier des Gymnasiums, das bis zu diesem Zeitpunkt den Arbeitstitel „Progymnasium Süd“ trug, fand im April 1969 statt.

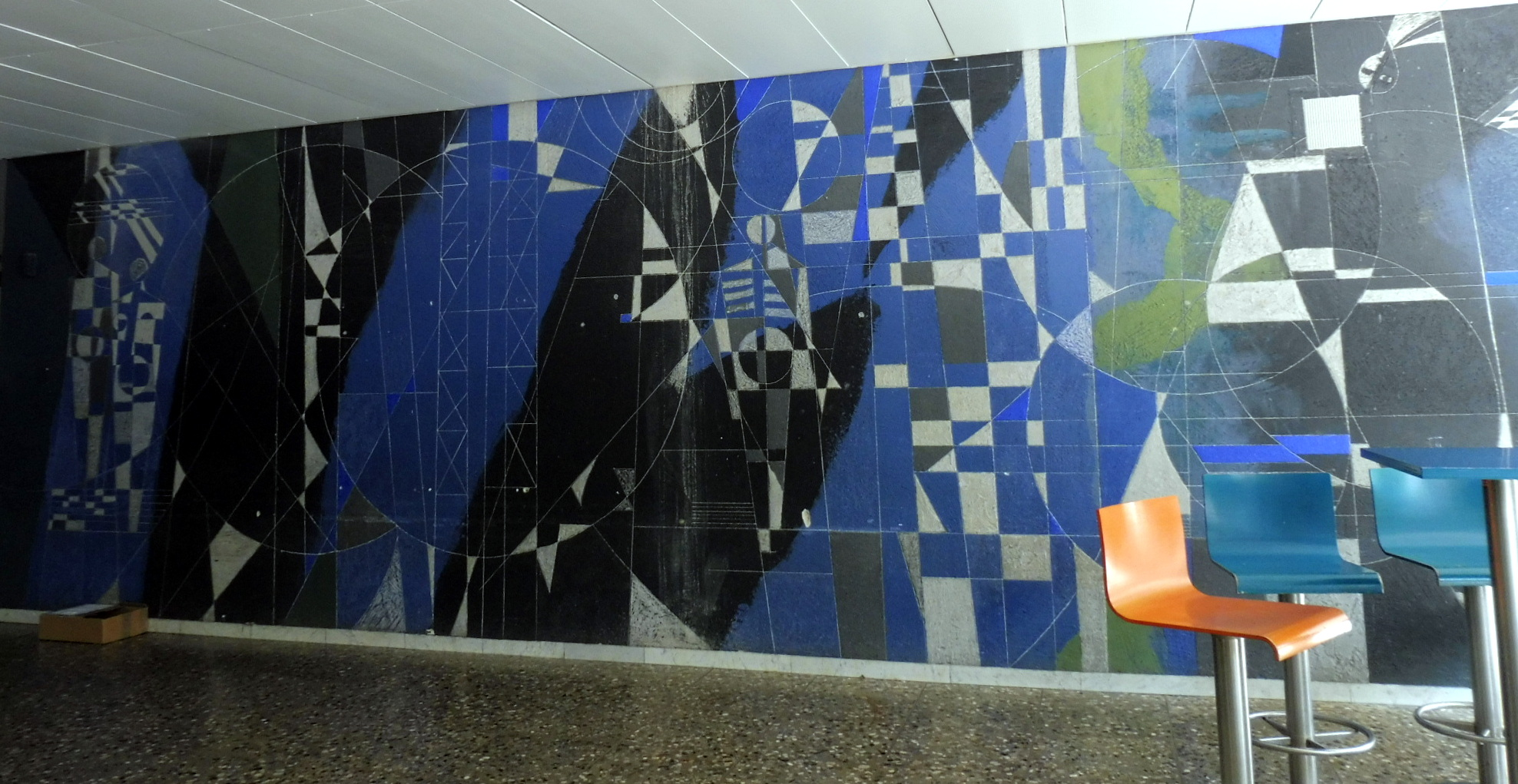
Franz Grau, Mensch und Kosmos

In der Eingangshalle findet sich als Kunst am Bau das Sgraffito Mensch und Kosmos von Franz Grau (1910–1992).
Bis Mitte der Siebziger Jahre wurde das Schulgebäude parallel auch von der später aufgelösten Otto-Hahn-Realschule München, teilweise im Schichtunterricht, mitbenutzt. Zu dieser Zeit waren die Jahrgangsstufen 5–8 des Gymnasiums in die Grundschule an der Samberger Str. ausgelagert.
Als Baumaßnahme für das achtjährige Gymnasium (verkürzter Bildungsgang – G8) wurde 2006/2007 ein erweiterter Speisesaal mit amphitheatrischen Stufen für die Mittagsversorgung in den Keller gebaut und ein zweiter Pavillon für weiteren Fachunterricht errichtet.
Um das Jahr 1985 wurde ein Bebauungsplan für eine dritte Turnhalle aufgestellt. Aufgrund der damaligen demographischen Entwicklung wurde diese aber nicht umgesetzt. Erst mit der wachsenden Schülerzahl wurde die Idee wieder aufgenommen und insbesondere vom Elternbeirat thematisiert.
Durch erhebliche neue Wohnbebauung im Stadtteil Obersendling gibt es seit dem Schuljahr 2017/2018 jeweils 5 bzw. 6 Eingangsklassen. Um den erhöhten Platzbedarf zu decken, wurde im Jahr 2019 auf dem Sportplatz ein Containerbau erstellt. Ab Februar 2020 wurde dieser für die jeweils 5. und 6. Klassen genutzt.

### Umzug in die Gmunder Straße
Durch die Umstellung von G8 auf G9 reichte der Platz dauerhaft nicht mehr aus. Zum Schuljahr 2023/24 bezog das Thomas-Mann-Gymnasium einen Neubau in der Gmunder Straße. Das Gebäude in der Drygalski-Allee wird nach dem Auszug baulich ertüchtigt. Das Erasmus-Grasser-Gymnasium sowie  das Gymnasium Fürstenried werden dort im Schuljahr 2024/25 in der Jahrgangsstufe 5 sogenannte Vorläuferklassen anbieten, die dann ab 2025/26 in ein neues Gymnasium überführt werden sollen.

## Besonderheiten des Unterrichts
Das Thomas-Mann-Gymnasium bietet etwa 25 Wahlunterrichtsfächer aus verschiedenen Interessengebieten an. Darunter sind diverse musikalische Angebote, großformatiges Malen, Fotografie, die Verwaltung der Schulwebsite, ein Umweltteam und Selbstbehauptung für Mädchen, sowie diverse Kurse als (teilweise kostenlose) Nachhilfe, wie Grundwissen und Schüler helfen Schülern in mehreren Fächern.
Seit dem zweiten Halbjahr des Schuljahres 2005/2006 gibt es für die Jahrgangsstufen 5–10 „Zeit-für-Uns“-Stunden (ZfU), in denen den Klassen alle drei Wochen in einer Stunde die Möglichkeit gegeben wird, Klassenprojekte und -probleme zu besprechen.

## Schüleraustausch
Seit dem Schuljahr 2006/2007 gibt es alle zwei Jahre wieder einen drei Wochen langen Schüleraustausch mit den Vereinigten Staaten für die Schüler der 11. Jahrgangsstufe. Der Austausch mit Grand Haven in Michigan, der im Rahmen des German-American Partnership Program abläuft, hat 2007 das erste Mal stattgefunden.
In der achten Jahrgangsstufe haben die Schüler die Möglichkeit, an einem Schüleraustausch mit Marckolsheim (Frankreich) und in der zehnten Jahrgangsstufe, an einem Schüleraustausch mit Helsinki (Finnland) teilzunehmen. Hierbei fahren die Teilnehmer einmal zum Austauschpartner und wohnen dann dort in einer Gastfamilie, eine weitere Woche verbringen die Austauschpartner bei den Familien der TMG-Schüler in München.

## Herausragende Aktivitäten
- Umweltschule in Europa: Im Schuljahr 2006/2007 wurde das Thomas-Mann-Gymnasium zum zweiten Mal als Umweltschule in Europa ausgezeichnet. Zur Preisverleihung für den Raum Bayern kamen Vertreter von 30 bis 40 Schulen aus ganz Bayern in die Turnhalle des Thomas-Mann-Gymnasiums.
- Agenda 21
- Haiku-Kreis
- MINT-EC-Schule[8]
- TMG for Haiti[9]
- Jugend forscht[10]

## Ehemalige Schüler
- Fidelis Mager, Filmproduzent
- Angelika Niebler (* 1963), Politikerin (CSU), Europaabgeordnete
- Michael Süß (* 1963), Manager
- Michael Kuffer (* 1972), Politiker (CSU), Bundestagsabgeordneter